# Саут-Маямі-Гайтс (Флорида)
Саут-Маямі-Гайтс (англ. South Miami Heights) — переписна місцевість (CDP) в США, в окрузі Маямі-Дейд штату Флорида. Населення — 36 770 осіб (2020).

## Географія
Саут-Маямі-Гайтс розташований за координатами 25°35′18″ пн. ш. 80°23′9″ зх. д. / 25.58833° пн. ш. 80.38583° зх. д. (25.588232, -80.385789).  За даними Бюро перепису населення США в 2010 році переписна місцевість мала площу 12,79 км², з яких 12,65 км² — суходіл та 0,14 км² — водойми.

## Демографія
Згідно з переписом 2010 року, у переписній місцевості мешкало 35 696 осіб у 10 706 домогосподарствах у складі 8358 родин. Густота населення становила 2790 осіб/км².  Було 11480 помешкань (897/км²).
Расовий склад населення:
| - 67,2 % — білих - 24,3 % — чорних або афроамериканців - 1,5 % — азіатів - 0,2 % — корінних американців - 3,7 % — осіб інших рас |

До двох чи більше рас належало 3,1 %. Частка іспаномовних становила 68,0 % від усіх жителів.
За віковим діапазоном населення розподілялося таким чином: 24,4 % — особи молодші 18 років, 62,8 % — особи у віці 18—64 років, 12,8 % — особи у віці 65 років та старші. Медіана віку мешканця становила 37,0 року. На 100 осіб жіночої статі у переписній місцевості припадало 93,7 чоловіків;  на 100 жінок у віці від 18 років та старших — 90,1 чоловіків також старших 18 років.
Середній дохід на одне домашнє господарство  становив 47 531 долар США (медіана — 38 185), а середній дохід на одну сім'ю — 50 967 доларів (медіана — 42 269). Медіана доходів становила 32 295 доларів для чоловіків та 26 610 доларів для жінок. За межею бідності перебувало 20,0 % осіб, у тому числі 30,9 % дітей у віці до 18 років та 25,4 % осіб у віці 65 років та старших.
Цивільне працевлаштоване населення становило 16 926 осіб. Основні галузі зайнятості: освіта, охорона здоров'я та соціальна допомога — 25,1 %, роздрібна торгівля — 14,5 %, науковці, спеціалісти, менеджери — 11,6 %.